# Премия Роберта Шумана
Премия Роберта Шумана (нем. Robert-Schumann-Preis) — премия в области академической музыки, присуждаемая с 1964 года администрацией города Цвиккау. Вручается музыкантам или музыковедам за выдающийся вклад в пропаганду или исследование музыки Роберта Шумана. До 2003 года вручалась ежегодно, в настоящее время раз в два года. Материальное содержание премии на данный момент составляет 10 000 евро.

## Лауреаты
| 1964 | Георг Айсман, Аннерозе Шмидт, Ханс Шторк (все — ГДР)             |
| 1965 | Карл Лаукс (ГДР), Лоре Фишер (ФРГ)                               |
| 1966 | Даниил Житомирский (СССР), Дитер Цехлин (ГДР)                    |
| 1967 | Оливье Ален (Франция)                                            |
| 1968 | Святослав Рихтер (СССР)                                          |
| 1969 | Петер Шрайер, Герберт Шульце (оба — ГДР)                         |
| 1970 | Дмитрий Башкиров (СССР), Мартин Шоппе (ГДР)                      |
| 1971 | Гюнтер Ляйб (ГДР), Татьяна Николаева (СССР)                      |
| 1972 | Мария Максакова (СССР), Эккехард Отто (ГДР)                      |
| 1973 | Эмиль Гилельс (СССР), Элизабет Брейль (ГДР)                      |
| 1974 | Нелли Акопян (СССР), Амадей Веберзинке (ГДР)                     |
| 1975 | Элен Боши (Франция), Зара Долуханова (СССР)                      |
| 1976 | Элисо Вирсаладзе (СССР), Зигрид Кель (ГДР)                       |
| 1977 | Рудольф Керер (СССР), Герберт Калига (ГДР)                       |
| 1978 | Гертрауд Гайслер, Ханс Йоахим Кёлер (оба — ГДР)                  |
| 1979 | Ханне-Лоре Кузе (ГДР), Франтишек Раух (Чехословакия)             |
| 1980 | Тео Адам (ГДР), Миклош Форраи (Венгрия)                          |
| 1981 | Курт Мазур (ГДР), Галина Черны-Стефаньска (Польша)               |
| 1982 | Петер Рёзель (ГДР), Мицуко Сираи (Япония)                        |
| 1983 | Рудольф Фишер, Эва Фляйшер (оба — ГДР)                           |
| 1984 | Густав Папп (Чехословакия), Дежё Ранки (Венгрия)                 |
| 1985 | Джейкоб Латейнер (США), Павел Лисициан (СССР)                    |
| 1986 | Йорг Демус (Австрия), Герд Наухаус (ГДР)                         |
| 1987 | Дитрих Фишер-Дискау (ФРГ)                                        |
| 1988 | Альбрехт Хофман (ГДР)                                            |
| 1989 | Павел Егоров (СССР), Бернард Рингайсен (Франция)                 |
| 1990 | Хартмут Хёлль (ФРГ), Гюнтер Мюллер (ГДР)                         |
| 1991 | Джоан Чиссел (Великобритания)                                    |
| 1992 | Трио ABEGG, Гизела Шефер (Германия)                              |
| 1993 | Йозеф Де Бенхувер (Нидерланды)                                   |
| 1994 | Вольфганг Заваллиш (Германия)                                    |
| 1995 | Дитер Герхардт Ворм (Германия), Гансхайнц Шнеебергер (Швейцария) |
| 1996 | Бернхард Аппель (Германия), Нэнси Райх (США)                     |
| 1997 | Николаус Арнонкур (Австрия)                                      |
| 1998 | Олаф Бер (Германия), Линда Коррел Рознер (США)                   |
| 1999 | Эрнст Бургер (Германия), Трио имени Альтенберга (Австрия)        |
| 2000 | Стивен Иссерлис (Великобритания), Ольга Лосева (Россия)          |
| 2001 | Джон Элиот Гардинер (Великобритания)                             |
| 2002 | Альфред Брендель (Великобритания)                                |
| 2003 | Юлиана Банзе, Иоахим Драхайм (оба — Германия)                    |
| 2005 | Даниэль Баренбойм (Аргентина—Израиль—Германия)                   |
| 2007 | Антон Куэрти, Марджит Маккоркл (оба — Канада)                    |
| 2009 | Райнхард Капп (Австрия), Михаэль Штрук (Германия)                |
| 2011 | Андраш Шифф (Венгрия)                                            |
| 2013 | Джон Финсон (США), Ульф Валлин (Швеция)                          |
| 2015 | Научно-исследовательский институт Роберта Шумана (Германия)      |
| 2017 | Хайнц Холлигер (Швейцария)                                       |
| 2019 | Рагна Ширмер, Янина Классен (обе — Германия)                     |
| 2021 | Томас Синофцик (Германия)                                        |